# Albizia lucidior
Albizia lucidior là một loài thực vật có hoa trong họ Đậu. Loài này được (Steud.) I.C.Nielsen miêu tả khoa học đầu tiên.